# Turn Off the Light
Turn Off the Light (englisch für „Mach’ das Licht aus“) ist ein Lied der portugiesisch-kanadischen Popsängerin Nelly Furtado, das im Oktober 2000 erschien.

## Entstehung und Veröffentlichung
Das Lied wurde von der Interpretin selbst getextet und komponiert. Gerald Eaton und Brian West zeichneten für die Produktion verantwortlich.
Die Erstveröffentlichung von Turn Off the Light erfolgte am 24. Oktober 2000 bei Dreamworks Records, als Teil von Furtados Debütalbum Whoa, Nelly! (Katalognummer: 450 285-2). Am 2. Juli 2001 erschien das Lied als zweite Singleauskopplung aus dem Album. Diese erschien unter anderem als 2-Track-CD-Single mit einer Akustikversion als B-Seite (Katalognummer: 450 903-2), oder auch als CD-Maxi-Single die um einen Remix und das dazugehörige Musikvideo erweitert wurde (Katalognummer: 450 904-2).

## Inhalt
Inhaltlich geht es um einen inneren Kampf. Die Protagonistin konstruiert eine starke Fassade, um ein verletzliches Kern und den Wunsch nach ehrlicher Verbundenheit zu verbergen. Sie kämpft mit Isolation und Selbstzweifeln und sucht nach tieferer Verbindung. Die Metapher des Lichts steht für die Scheinbarkeit, die erst beim Ausmachen die wahre, fragile Seele und die tiefsten Träume offenbart.

## Musikvideo
Das dazugehörige Musikvideo entstand unter der Regie von Sophie Muller in Chinatown (Los Angeles). Es zeigt, wie Nelly Furtado in einer Moorlandschaft auf einem Baumstamm sitzt und Menschen darin schwimmen. Sie beginnt die erste Strophe zu singen, und als der Refrain beginnt, ziehen die Menschen sie hinein und beginnen im Moor zu tanzen. Zu Beginn der zweiten Strophe sieht man Furtado singend in einem asiatischen Tempel, während Tänzer herausspringen und mit Furtado tanzen. Bis Juni 2025 zählte es über 95 Millionen Aufrufe auf der Videoplattform YouTube.

## Kommerzieller Erfolg

### Chartplatzierungen
| ChartsChartplatzierungen       | Höchstplatzierung | Wochen |
| ------------------------------ | ----------------- | ------ |
| Deutschland (GfK)              | 31 (16 Wo.)       | 16     |
| Österreich (Ö3)                | 22 (20 Wo.)       | 20     |
| Schweiz (IFPI)                 | 2 (28 Wo.)        | 28     |
| Vereinigte Staaten (Billboard) | 5 (25 Wo.)        | 25     |
| Vereinigtes Königreich (OCC)   | 4 (11 Wo.)        | 11     |

| ChartsJahrescharts (2001)      | Platzierung |
| ------------------------------ | ----------- |
| Schweiz (IFPI)                 | 15          |
| Vereinigte Staaten (Billboard) | 70          |
| Vereinigtes Königreich (OCC)   | 81          |

| ChartsJahrescharts (2002)      | Platzierung |
| ------------------------------ | ----------- |
| Vereinigte Staaten (Billboard) | 92          |

### Auszeichnungen für Musikverkäufe
| Land/Region                  | Auszeichnungen für Musikverkäufe (Land/Region, Auszeichnung, Verkäufe) | Verkäufe |
| ---------------------------- | ---------------------------------------------------------------------- | -------- |
| Australien (ARIA)            | Platin                                                                 | 70.000   |
| Neuseeland (RMNZ)            | Gold                                                                   | 5.000    |
| Norwegen (IFPI)              | Gold                                                                   | 5.000    |
| Schweiz (IFPI)               | Gold                                                                   | 25.000   |
| Vereinigtes Königreich (BPI) | Silber                                                                 | 200.000  |
| Insgesamt                    | 1× Silber · 3× Gold · 1× Platin ·                                      | 305.000  |

Hauptartikel: Nelly Furtado/Auszeichnungen für Musikverkäufe